# You are everything
You are everything is een lied geschreven door Thom Bell en Linda Creed.
Muziekproducent Thom Bell en zangeres Linda Creed schreven het in eerste instantie voor hun eigen muziekgroep The Stylistics. Het is een R&B-ballad die vooral in de Verenigde Staten goed verkocht in 1971. De single haalde de negende plaats in de Billboard Hot 100. Het zoog het album The Stylistics met zich mee tot een 23e plaats in de Billboard Album Top 200. In Europa was er geen succes voor deze oorspronkelijke versie van het lied in de Philadelphia Soulstijl. Toch konden Bell en Creed tevreden zijn, over de gehele wereld gingen er meer dan een miljoen exemplaren de toonbank over.
In Engeland hadden The Pearls in 1973 er wel succes mee. Een bescheiden 43e plaats was de hoogste positie in drie weken notering.

## Diana Ross en Marvin Gaye
Toen Diana Ross en  Marvin Gaye het opnamen voor hun gezamenlijke album Diana & Marvin was de situatie omgedraaid. Het nummer werd in de Verenigde Staten niet eens uitgebracht op single. In Nederland en Engeland gingen de verkopen van een leien dakje, maar niet in België.

## Hitnotering

### Nederlandse Top 40
| Hitnotering: week 14 t/m 22 in 1974 | Hitnotering: week 14 t/m 22 in 1974 | Hitnotering: week 14 t/m 22 in 1974 | Hitnotering: week 14 t/m 22 in 1974 | Hitnotering: week 14 t/m 22 in 1974 | Hitnotering: week 14 t/m 22 in 1974 | Hitnotering: week 14 t/m 22 in 1974 | Hitnotering: week 14 t/m 22 in 1974 | Hitnotering: week 14 t/m 22 in 1974 | Hitnotering: week 14 t/m 22 in 1974 | Hitnotering: week 14 t/m 22 in 1974 |
| Week:                               | 1                                   | 2                                   | 3                                   | 4                                   | 5                                   | 6                                   | 7                                   | 8                                   | 9                                   |                                     |
| ----------------------------------- | ----------------------------------- | ----------------------------------- | ----------------------------------- | ----------------------------------- | ----------------------------------- | ----------------------------------- | ----------------------------------- | ----------------------------------- | ----------------------------------- | ----------------------------------- |
| Positie:                            | 35                                  | 16                                  | 16                                  | 14                                  | 14                                  | 16                                  | 18                                  | 31                                  | 36                                  | uit                                 |

### NederlandseDaverende 30
| Hitnotering: 6-4-1974 t/m 24-5-1974 | Hitnotering: 6-4-1974 t/m 24-5-1974 | Hitnotering: 6-4-1974 t/m 24-5-1974 | Hitnotering: 6-4-1974 t/m 24-5-1974 | Hitnotering: 6-4-1974 t/m 24-5-1974 | Hitnotering: 6-4-1974 t/m 24-5-1974 | Hitnotering: 6-4-1974 t/m 24-5-1974 | Hitnotering: 6-4-1974 t/m 24-5-1974 | Hitnotering: 6-4-1974 t/m 24-5-1974 |
| Week:                               | 1                                   | 2                                   | 3                                   | 4                                   | 5                                   | 6                                   | 7                                   |                                     |
| ----------------------------------- | ----------------------------------- | ----------------------------------- | ----------------------------------- | ----------------------------------- | ----------------------------------- | ----------------------------------- | ----------------------------------- | ----------------------------------- |
| Positie:                            | 29                                  | 25                                  | 15                                  | 13                                  | 15                                  | 18                                  | 26                                  | uit                                 |

### UK Singles Chart
| Hitnotering: 23-3-1974 t/m 14-6-1974 | Hitnotering: 23-3-1974 t/m 14-6-1974 | Hitnotering: 23-3-1974 t/m 14-6-1974 | Hitnotering: 23-3-1974 t/m 14-6-1974 | Hitnotering: 23-3-1974 t/m 14-6-1974 | Hitnotering: 23-3-1974 t/m 14-6-1974 | Hitnotering: 23-3-1974 t/m 14-6-1974 | Hitnotering: 23-3-1974 t/m 14-6-1974 | Hitnotering: 23-3-1974 t/m 14-6-1974 | Hitnotering: 23-3-1974 t/m 14-6-1974 | Hitnotering: 23-3-1974 t/m 14-6-1974 | Hitnotering: 23-3-1974 t/m 14-6-1974 | Hitnotering: 23-3-1974 t/m 14-6-1974 | Hitnotering: 23-3-1974 t/m 14-6-1974 |
| Week:                                | 1                                    | 2                                    | 3                                    | 4                                    | 5                                    | 6                                    | 7                                    | 8                                    | 9                                    | 10                                   | 11                                   | 12                                   |                                      |
| ------------------------------------ | ------------------------------------ | ------------------------------------ | ------------------------------------ | ------------------------------------ | ------------------------------------ | ------------------------------------ | ------------------------------------ | ------------------------------------ | ------------------------------------ | ------------------------------------ | ------------------------------------ | ------------------------------------ | ------------------------------------ |
| Positie:                             | 25                                   | 19                                   | 9                                    | 7                                    | 5                                    | 6                                    | 8                                    | 15                                   | 27                                   | 33                                   | 42                                   | 41                                   | uit                                  |

## Anderen
Na dit succes namen meerdere artiesten het nummer op van Jennifer Lopez, tot Rod Stewart en van Vanessa L. Williams tot Timothy B. Schmit. Geen evenaarde het succes van The Stylistics of Diana en Marvin.